# 彼得·贝格尔
彼得·贝格尔（德語：Peter Berger，1949年10月16日—），德国男子赛艇运动员。他曾代表西德参加1968年和1972年夏季奥林匹克运动会赛艇比赛，其中1972年奥运会获得一枚金牌。